# Trygodes columbaris
Trygodes columbaris là một loài bướm đêm trong họ Geometridae.